# Sormonne (Fluss)
Die Sormonne ist ein rund 56 Kilometer langer Fluss in der französischen Region Grand Est, der im Département Ardennes verläuft. Sie ist ein linker und nordwestlicher Zufluss der Maas.

## Geographie

### Verlauf
Die Sormonne entspringt auf einer Höhe von etwa 365 m im Gemeindegebiet von Taillette an der Grenze zu Belgien.
Anfangs entwässert die Sormonne in südwestlicher Richtung, dreht dann aber auf Südost und mündet schließlich auf einer Höhe von ungefähr 141 m bei Warcq, in der Nähe von Charleville-Mézières, von links in die Maas. Bis knapp vor der Mündung verläuft die Sormonne im Regionalen Naturpark Ardennen.
Ihr Lauf endet circa 225  Höhenmeter unterhalb ihrer Quelle, sie hat somit ein mittleres Sohlgefälle von etwa 4 ‰.

### Zuflüsse
Reihenfolge von der Quelle zur Mündung. Daten nach SANDRE.
- Ruisseau le Rivandre (rechts), 2,6 km
- Ruisseau des Pres des Bois (links), 2,0 km
- Ruisseau du Petit Moulin (rechts), 1,3 km
- Ruisseau de la Ste-Anne (rechts), 2,2 km
- Ruisseau de Wagny (links), 9,1 km
- Ruisseau du Pont (links), 3,6 km
- Ruisseau du Pre (rechts), 2,3 km
- Ruisseau de Parfondrue (rechts), 2,7 km
- Ruisseau la Cense (links), 11,4 km
- Ruisseau la Saultry (links), 10,4 km
- Ruisseau de Tremblois (links), 3,1 km
- Ruisseau le Ru (rechts), 3,5 km
- Ruisseau la Rimogneuse (links), 7,8 km
- L'Audry (rechts), 19,9 km, 93,3 km², 1,26 m³/s
- Ruisseau l'Ormeau (links), 6,8 km
- Le Thin (rechts), 22,2 km, 93,5 km², 1,33 m³/s
- Ruisseau de Basigny (links), 4,9 km
- Ruisseau de la Bassee (links), 4,0 km
- Ruisseau de This (rechts), 10,7 km

### Orte am Fluss
Reihenfolge von der Quelle zur Mündung.
- Éteignières
- Girondelle
- Sormonne
- Le Châtelet-sur-Sormonne
- Ham-les-Moines
- Haudrecy
- Belval
- Warcq

## Hydrologie
An der Mündung der Sormonne in die Maas beträgt die mittlere Abflussmenge (MQ) 5,95 m³/s; das Einzugsgebiet umfasst dort 410,9 km².
In der Pegelstation Belval wurde über einen Zeitraum von 52 Jahren (1969–2020) die durchschnittliche jährliche Abflussmenge der Sormonne gemessen. Das Einzugsgebiet entspricht an dieser Stelle mit 368 km² etwa 89,6 % des vollständigen Einzugsgebietes des Flusses.
Die Abflussmenge der Belval am Pegel mit dem Jahresdurchschnittwert von 5,87 m³/s, schwankt im Laufe des Jahres relativ stark. Die höchsten Wasserstände werden in den Wintermonaten Dezember bis März gemessen. Ihren Höchststand erreicht die Abflussmenge mit 11,00 m³/s im Januar. Von April an geht die Schüttung Monat für Monat zurück und erreicht ihren niedrigsten Stand im September mit 2,15 m³/s, um danach wieder von Monat zu Monat anzusteigen.